# مورچه‌توکای کلاه‌حنایی
مورچه‌توکای کلاه‌حنایی (نام علمی: Formicarius colma) نام یک گونه از سرده مورچه‌گیرها است. این گونه در بولیوی، برزیل، کلمبیا، اکوادور، گویان فرانسه، گویان، پرو، سورینام، و ونزوئلا حضور دارد. زیستگاه طبیعیش میز مناطق نیمه‌گرمسیری و مناطق گرمسیری می‌باشد.